# Вама (Сучава)
Вама (рум. Vama) — село у повіті Сучава в Румунії. Входить до складу комуни Вама.
Село розташоване на відстані 349 км на північ від Бухареста, 43 км на захід від Сучави.

## Населення
За даними перепису населення 2002 року у селі проживали 3688 осіб. Рідною мовою 3683 особи (99,9%) назвали румунську.
Національний склад населення села:
| Національність | Кількість осіб | Відсоток |
| -------------- | -------------- | -------- |
| румуни         | 3680           | 99,8%    |
| німці          | 5              | 0,1%     |

## Персоналії

### Поховані
- Дубинський Іван Якович (1920–1944) ―  червоноармієць Робітничо-селянської Червоної Армії, учасник Другої світової війни, Герой Радянського Союзу (1944).